# تپه ده‌سواران ۲۳
تپه ده سواران ۲۳ مربوط به دوران فرادیرینه‌سنگی است و در شهرستان کرمانشاه، بخش مرکزی، دهستان دورود فرامان، ۱ کیلومتری جنوب شرق روستای ده سواران واقع شده و این اثر در تاریخ ۲۶ اسفند ۱۳۸۷ با شمارهٔ ثبت ۲۵۶۰۷ به‌عنوان یکی از آثار ملی ایران به ثبت رسیده است.